# Aeroportul Gaggal
Aeroportul Gaggal (IATA: DHM, ICAO: VIGG) este un aeroport din Himachal Pradesh, India ce deservește zona Kangra⁠(d). Aeroportul a fost tranzitat în decembrie 2022 de 13.658 de pasageri.
Situat la o altitudine de 770 m, aeroportul dispune de o singură pistă. Este operat de Airports Authority of India⁠(d).